# 萊克菲爾德鎮區 (密歇根州盧斯縣)
萊克菲爾德鎮區（英語：Lakefield Township）是一個位於美國密歇根州盧斯縣的行政鎮區。

## 人口
根據2020年美國人口普查的數據，萊克菲爾德鎮區的面積為186.30平方千米，當中陸地面積為163.60平方千米，而水域面積為22.70平方千米。當地共有人口1135人，而人口密度為每平方千米6人。